# Ryczków
Ryczków – osada leśna wsi Nowa Wieś w Polsce, położona w województwie wielkopolskim, w powiecie krotoszyńskim, w gminie Rozdrażew.
W latach 1975–1998 osada położona była w województwie kaliskim.